# Vuonamonsalmi
Vuonamonsalmi är ett djupt sund i sjön Nilakka, i Keitele, Finland. I sundet ligger öarna Vuonamonsaari, Myhkyri, Marjasaari, Salmensaari och Haapasaari. Sundet är livligt trafikerat av fritidsbåtar och fiskebåtar under sommaren, dock är sundet isfritt även under vintern, på grund av de starka strömmarna.